# Calabuch
Calabuch es una película española dirigida por Luis García Berlanga que fue estrenada el 1 de octubre de 1956.
El título del filme está directamente relacionado con el nombre que recibe el pequeño pueblo en el que se desarrolla la historia de la película. Para recrear este lugar nada mejor que Peñíscola. En la cinta se pueden reconocer rincones castellonenses como el patio de la escuela Les Costures. Gran parte de los habitantes de la ciudad actuaron como extras y se volcaron en ayudar en un filme que les otorgó después una enorme popularidad.

## Argumento
Calabuch es un pequeño pueblo de la costa mediterránea española al que va a parar el profesor George Hamilton (Edmund Gwenn), un científico que decide "desaparecer" y apartarse de sus investigaciones espaciales y militares. 
Tras desempeñar diversas ocupaciones, recala en el taller pirotécnico del pueblo. Animado por el uso pacífico y festivo de sus conocimientos, idea un cohete que permitirá al pueblo de Calabuch vencer a Guardamar en el concurso de fuegos artificiales que se celebra con motivo de las fiestas patronales. Tan espectacular es el resultado, que se publica una foto de los creadores en el periódico provincial, desvelándose de ese modo el paradero del profesor Hamilton, quien será llamado a volver a su país.
La película fue enteramente rodada en Peñíscola (con extras locales) y en ella se muestran imágenes aéreas y a pie de suelo de esta población que suponen, además, un documento de gran valor histórico. Con motivo del quincuagésimo aniversario del rodaje en 2006, se celebró un homenaje al director y a la cinta en el marco del 18.º Festival de Cine de Comedia celebrado en esta ciudad costera valenciana.

## Premios
Medallas del Círculo de Escritores Cinematográficos
| Categoría                                   | Premiados       | Resultado |
| ------------------------------------------- | --------------- | --------- |
| Mejor actor secundario                      | Juan Calvo      | Ganador   |
| Mejor actor extranjero en película española | Edmund Gwenn    | Ganador   |
| Mejor argumento original                    | Leonardo Martín | Ganador   |

- Premio OCIC y candidatura al premio a la mejor película en el festival de Venecia.

## Reparto
| Intérprete           | Personaje                     |
| -------------------- | ----------------------------- |
| Edmund Gwenn         | Prof. Jorge Serra Hamilton    |
| Valentina Cortese    | Eloisa, La maestra de escuela |
| Juan Calvo           | Matías                        |
| Franco Fabrizi       | Langosta                      |
| Félix Fernández      | Don Félix, el sacerdote       |
| Nicolás D. Perchicot | Andrés                        |
| Mario Berriatúa      | Juan                          |
| Francisco Bernal     | Crescencio                    |
| María Vico           | Teresa                        |
| Isa Ferreiro         | Carmen                        |
| Manuel Guitián       | Don Leonardo                  |
| Casimiro Hurtado     | Antonio                       |
| Pedro Beltrán        | Fermín                        |
| Manuel Alexandre     | Vicente                       |
| Manolo García        | Felipe                        |
| José Isbert          | Don Ramón                     |
| José Luis Ozores     | Cucherito, el tesorero        |
| Salvador Arias       | Alcalde                       |
| Manuel Beringola     | Alcalde                       |
| Eduardo Calvo        | Prof. Jorge Serra Hamilton    |
| Elsa Fábregas        | Eloisa                        |
| Carmen Morando       | Teresa                        |
| Fernando Nogueras    | Langosta                      |
| Víctor Orallo        | Vicente                       |
| José María Prada     | Juan                          |

## Trivia
"Calabuch" fue la última película en la que trabajo Edmund Gwenn.